# Centro de Documentação Bissaya Barreto
O Centro de Documentação Bissaya Barreto, em Coimbra, foi criado em 29 de Junho de 2009 pela Fundação Bissaya Barreto. Afirma-se como um novo serviço cultural instituído pela Fundação, vocacionado para reunir, conservar, investigar e divulgar os testemunhos patrimoniais que constituem e valorizam o vasto universo Bissaya Barreto. O seu património documental (arquivístico, fotográfico e bibliográfico) de carácter particular ou de função (produzido no âmbito dos diferentes cargos desempenhados) disponibiliza-se a partir de agora, de forma organizada, permitindo renovadas investigações sobre Bissaya Barreto, a sua obra social e a actividade da Fundação por ele instituída em 1958. Contíguo à Casa Museu Bissaya Barreto (Coimbra) este novo espaço de identidade e memória cultural abre-se à comunidade académica e de investigadores também como um centro potenciador de cruzamento de informações, relevantes para a investigação de períodos importantes da história social e educativa em Portugal, mercê da acção preconizada pelo eminente médico e professor universitário e posteriormente prosseguida pela Fundação.